# هری فوئل
هری فوئل (انگلیسی: Harry Föll؛ زادهٔ ۲ مارس ۱۹۹۸) بازیکن فوتبال اهل آلمان است.
وی همچنین در تیم ملی فوتبال فیلیپین بازی کرده‌است.